# 大須賀ひでき
大須賀 ひでき（おおすが ひでき、1956年11月30日 - ）は東京都新宿区出身のシンガーソングライター・ミュージカル俳優、コーラスグループ・デューク・エイセスの解散時メンバー。

## 人物
高校時代からライブ活動を開始し、下北沢「バケツハウス」を拠点に活動。
作詞家・門谷憲二と出会ったことからメジャーデビューの道が開け、1977年、キング・ベルウッドレコードから「ひとり琴坂」（宇治市観光協会のバックアップ　作詞:門谷憲二、作曲:大須賀ひでき）を発売。1979年に日本コロムビアレコードより「かたぐるま」（作詞：むろふしチコ、作曲:大須賀ひでき）で本格的にデビューし、以後シンガーソングライターとして、プロへの道を歩み始める。
1992年には、東宝ミュージカル「ミス・サイゴン」のオーディションに合格。オリジナルキャストとして1年半のロングランに出演し、ミュージカル俳優としても活動を開始。1994年には同じく東宝ミュージカル「レ・ミゼラブル」に出演し、ミュージカル俳優としての座を確立する。以後も多数のミュージカルに出演。
2009年7月、男声コーラスグループデューク・エイセスに加入した。ソロ活動と並行しての活動となる。
ライフワークとして紙芝居ミュージカルに取り組んでいる。

## ディスコグラフィー

### シングル
- ひとり琴坂（1977年）
- かたぐるま（1979年）
- 窓灯り（1980年）アニメ「メーテルリンクの青い鳥 チルチルミチルの冒険旅行」エンディングテーマ
- 神流川（1984年）
- 雪のように（1996年）

### アルバム
- 少年期（1979年）
- 三輪車一座ライブ（1979年）ライブアルバム
- アプローチ（1980年）
- ララバイ（1989年）
- 小さな画廊（1991年）
- セレナーデ（1995年）
- ダンゴ虫のブルース（2000年）
- カーテンコール（2003年）自主制作

## 出演
- ミス・サイゴン（1992年 - 1993年）
- レ・ミゼラブル（1994年・1999年・2006年）
- THE RINK（2000年）
- 葉っぱのフレディ（2001年）
- ジキル&ハイド（2001年 - 2007年）
- オバラ座の怪人二十面相
- クラウディア（2004年）